# Диво-людина (телесеріал)
«Диво-людина» (англ. Wonder Man) — майбутній американський телесеріал, створений Дестіном Деніелом Креттоном та Ендрю Ґестом для стримінгового сервісу Disney+, за мотивами однойменного персонажа Marvel Comics. Він стане 17-м телесеріалом у кіновсесвіті Marvel (КВМ), виробленим Marvel Studios через свій лейбл Marvel Television, і буде продовжувати сюжетну лінію фільмів франшизи. Ґест виступає шоуранером. Серіал також продюсують Family Owned і Onyx Collective.
Яг'я Абдул-Матін II зіграє Саймона Вільямса / Диво-людину, а також Бен Кінґслі, Деметріус Ґросс і Ед Гарріс. У грудні 2021 року Креттон підписав загальну угоду з Marvel Studios про створення телесеріалу для Disney+, причому на той момент вже розроблявся комедійний серіал. У червні 2022 року було оголошено, що серіал буде присвячений Диво-людині, з участю Ґеста, а Креттон буде режисером епізодів серіалу. Абдул-Матін приєднався до акторського складу в жовтні, а Стелла Меґі та Джеймс Понсольдт також будуть режисерами в лютому 2023 року. Зйомки розпочалися на початку квітня 2023 року в Лос-Анджелесі, але наприкінці травня виробництво було зупинено через страйк Гільдії сценаристів Америки 2023 року. Воно відновилося на початку січня 2024 року і завершилося у квітні того ж року. Серіал був офіційно представлений у жовтні 2024 року.
Прем'єра «Диво-людини» на Disney+ запланована на грудень 2025 року, серіал складатиметься з восьми епізодів. Він буде частиною шостої фази Кіновсесвіту Marvel і вийде під брендом «Marvel Spotlight».

## Акторський склад
- Яг'я Абдул-Матін II — Саймон Вільямс / Диво-людина[2]
- Бен Кінґслі — Тревор Слеттері[3]
- Деметріус Ґросс — Ерік Вільямс[4][5]
- Ед Гарріс — Ніл Сароян[6][7]

## Епізоди
Серіал складатиметься з восьми епізодів, перші два з яких зніме Дестін Деніел Креттон. Стелла Меґі, Джеймс Понсольдт і Тіффані Джонсон також зняли епізоди серіалу.

## Маркетинг
Перші кадри з серіалу були включені у відео, опубліковане Disney+ у жовтні 2024 року, в якому було оголошено графік виходу проєктів Marvel Television і Marvel Animation до кінця 2025 року. Більше кадрів, представлених Кінгслі, було показано під час презентації Disney у травні 2025 року.

## Прем'єра
Прем'єра серіалу «Wonder Man» запланована на грудень 2025 року на Disney+ і складатиметься з восьми епізодів. Спочатку прем'єра була запланована на телевізійний сезон 2023–2024 років, але до вересня 2023 року дата виходу була невідома, оскільки фільмування ще не були завершені через тривалі страйки WGA та SAG-AFTRA. Місяць виходу в грудні 2025 року був оголошений в жовтні 2024 року. Він буде частиною шостої фази MCU і вийде під банером «Marvel Spotlight».